# Interlands Bosnisch voetbalelftal 2020-2029
Deze pagina toont een chronologisch en gedetailleerd overzicht van de interlands die het Bosnisch voetbalelftal speelt en heeft gespeeld in de periode 2020 – 2029.

## Interlands

### 2020
|                                                                                     |                   |       |                |                                                                                                |
| 4 september UEFA Nations League Groep A1 № 224 «onderlinge duels» 20:45 uur (UTC+2) | Italië            | 1 – 1 | Bosnië en Her. | Stadio Artemio Franchi, Florence Toeschouwers: 0 Scheidsrechter: Anastasios Sidiropoulos (GRE) |
| 4 september UEFA Nations League Groep A1 № 224 «onderlinge duels» 20:45 uur (UTC+2) | Stefano Sensi 67' |       | 57' Edin Džeko | Stadio Artemio Franchi, Florence Toeschouwers: 0 Scheidsrechter: Anastasios Sidiropoulos (GRE) |

|                                                                                     |                               |       |                                   |                                                                         |
| 7 september UEFA Nations League Groep A1 № 225 «onderlinge duels» 20:45 uur (UTC+2) | Bosnië en Herzegovina         | 1 – 2 | Polen                             | Bilino Polje, Zenica Toeschouwers: 0 Scheidsrechter: Cüneyt Çakır (TUR) |
| 7 september UEFA Nations League Groep A1 № 225 «onderlinge duels» 20:45 uur (UTC+2) | Haris Hajradinović 24' (pen.) |       | 45' Kamil Glik 67' Kamil Grosicki | Bilino Polje, Zenica Toeschouwers: 0 Scheidsrechter: Cüneyt Çakır (TUR) |

|                                                                               |                                                                    |              |                                                                        |                                                                                          |
| 8 oktober EK-kwalificatie Play-off № 226 «onderlinge duels» 20:45 uur (UTC+2) | Bosnië en Herz.                                                    | 1 – 1 (n.v.) | Noord-Ierland                                                          | Stadion Grbavica, Sarajevo Toeschouwers: 1.800 Scheidsrechter: Antonio Mateu Lahoz (ESP) |
| 8 oktober EK-kwalificatie Play-off № 226 «onderlinge duels» 20:45 uur (UTC+2) | Rade Krunić 14'                                                    |              | 53' Niall McGinn                                                       | Stadion Grbavica, Sarajevo Toeschouwers: 1.800 Scheidsrechter: Antonio Mateu Lahoz (ESP) |
| 8 oktober EK-kwalificatie Play-off № 226 «onderlinge duels» 20:45 uur (UTC+2) | Strafschoppen                                                      |              |                                                                        | Stadion Grbavica, Sarajevo Toeschouwers: 1.800 Scheidsrechter: Antonio Mateu Lahoz (ESP) |
| 8 oktober EK-kwalificatie Play-off № 226 «onderlinge duels» 20:45 uur (UTC+2) | Miralem Pjanić Haris Hajradinović Edin Višća Dino Hotić Edin Džeko | 3 – 4        | Stuart Dallas Kyle Lafferty George Saville Conor Washington Liam Boyce | Stadion Grbavica, Sarajevo Toeschouwers: 1.800 Scheidsrechter: Antonio Mateu Lahoz (ESP) |

|                                                                                    |                 |       |           |                                                                              |
| 11 oktober UEFA Nations League Groep A1 № 227 «onderlinge duels» 18:00 uur (UTC+2) | Bosnië en Herz. | 0 – 0 | Nederland | Bilino Polje, Zenica Toeschouwers: 1.600 Scheidsrechter: István Kovács (ROU) |
| 11 oktober UEFA Nations League Groep A1 № 227 «onderlinge duels» 18:00 uur (UTC+2) |                 |       |           | Bilino Polje, Zenica Toeschouwers: 1.600 Scheidsrechter: István Kovács (ROU) |

|                                                                                    |                                                                   |       |                |                                                                                 |
| 14 oktober UEFA Nations League Groep A1 № 228 «onderlinge duels» 20:45 uur (UTC+2) | Polen                                                             | 3 – 0 | Bosnië en Her. | Stadion Miejski, Wrocław Toeschouwers: 8.152 Scheidsrechter: Craig Pawson (ENG) |
| 14 oktober UEFA Nations League Groep A1 № 228 «onderlinge duels» 20:45 uur (UTC+2) | Robert Lewandowski 40' Karol Linetty 45+1' Robert Lewandowski 52' |       |                | Stadion Miejski, Wrocław Toeschouwers: 8.152 Scheidsrechter: Craig Pawson (ENG) |

|                                                                          |                 |                                      |      |                                                                                             |
| 12 november Vriendschappelijk № 229 «onderlinge duels» 18:00 uur (UTC+1) | Bosnië en Herz. | 0 – 2                                | Iran | Asim Ferhatović Hasestadion, Sarajevo Toeschouwers: 0 Scheidsrechter: Milovan Milačić (MNE) |
| 12 november Vriendschappelijk № 229 «onderlinge duels» 18:00 uur (UTC+1) |                 | 46' Kaveh Rezaei 90+1' Mehdi Ghayedi |      | Asim Ferhatović Hasestadion, Sarajevo Toeschouwers: 0 Scheidsrechter: Milovan Milačić (MNE) |

|                                                                                     |                                                                  |       |                    |                                                                                        |
| 15 november UEFA Nations League Groep A1 № 230 «onderlinge duels» 18:00 uur (UTC+1) | Nederland                                                        | 3 – 1 | Bosnië en Her.     | Johan Cruijff ArenA, Amsterdam Toeschouwers: 0 Scheidsrechter: François Letexier (FRA) |
| 15 november UEFA Nations League Groep A1 № 230 «onderlinge duels» 18:00 uur (UTC+1) | Georginio Wijnaldum 6' Georginio Wijnaldum 14' Memphis Depay 55' |       | 63' Smail Prevljak | Johan Cruijff ArenA, Amsterdam Toeschouwers: 0 Scheidsrechter: François Letexier (FRA) |

|                                                                                     |                 |                                         |        |                                                                                    |
| 18 november UEFA Nations League Groep A1 № 231 «onderlinge duels» 20:45 uur (UTC+1) | Bosnië en Herz. | 0 – 2                                   | Italië | Stadion Grbavica, Sarajevo Toeschouwers: 0 Scheidsrechter: Artur Soares Dias (POR) |
| 18 november UEFA Nations League Groep A1 № 231 «onderlinge duels» 20:45 uur (UTC+1) |                 | 22' Andrea Belotti 68' Domenico Berardi |        | Stadion Grbavica, Sarajevo Toeschouwers: 0 Scheidsrechter: Artur Soares Dias (POR) |

### 2021
|                                                                             |                                 |       |                                            |                                                                                           |
| 24 maart WK-kwalificatie Groep D № 232 «onderlinge duels» 21:45 uur (UTC+2) | Finland                         | 2 – 2 | Bosnië en Her.                             | Olympisch Stadion, Helsinki Toeschouwers: 0 Scheidsrechter: Anastasios Sidiropoulos (GRE) |
| 24 maart WK-kwalificatie Groep D № 232 «onderlinge duels» 21:45 uur (UTC+2) | Teemu Pukki 58' Teemu Pukki 77' |       | 55' Miralem Pjanić 84' Miroslav Stevanović | Olympisch Stadion, Helsinki Toeschouwers: 0 Scheidsrechter: Anastasios Sidiropoulos (GRE) |

|                                                                       |                 |       |            |                                                                            |
| 27 maart Vriendschappelijk № 233 «onderlinge duels» 18:00 uur (UTC+1) | Bosnië en Herz. | 0 – 0 | Costa Rica | Bilino Polje, Zenica Toeschouwers: 0 Scheidsrechter: Nejc Kajtazović (SVN) |
| 27 maart Vriendschappelijk № 233 «onderlinge duels» 18:00 uur (UTC+1) |                 |       |            | Bilino Polje, Zenica Toeschouwers: 0 Scheidsrechter: Nejc Kajtazović (SVN) |

|                                                                             |                 |                       |           |                                                                                 |
| 31 maart WK-kwalificatie Groep D № 234 «onderlinge duels» 20:45 uur (UTC+2) | Bosnië en Herz. | 0 – 1                 | Frankrijk | Stadion Grbavica, Sarajevo Toeschouwers: 0 Scheidsrechter: Daniele Orsato (ITA) |
| 31 maart WK-kwalificatie Groep D № 234 «onderlinge duels» 20:45 uur (UTC+2) |                 | 60' Antoine Griezmann |           | Stadion Grbavica, Sarajevo Toeschouwers: 0 Scheidsrechter: Daniele Orsato (ITA) |

|                                                                     |                 |       |            |                                                                                |
| 2 juni Vriendschappelijk № 235 «onderlinge duels» 18:00 uur (UTC+2) | Bosnië en Herz. | 0 – 0 | Montenegro | Stadion Grbavica, Sarajevo Toeschouwers: 0 Scheidsrechter: Novak Simović (SRB) |
| 2 juni Vriendschappelijk № 235 «onderlinge duels» 18:00 uur (UTC+2) |                 |       |            | Stadion Grbavica, Sarajevo Toeschouwers: 0 Scheidsrechter: Novak Simović (SRB) |

|                                                                     |                                              |       |                |                                                                                  |
| 6 juni Vriendschappelijk № 236 «onderlinge duels» 18:00 uur (UTC+2) | Denemarken                                   | 2 – 0 | Bosnië en Her. | Brøndbystadion, Brøndby Toeschouwers: 7.459 Scheidsrechter: Petri Viljanen (FIN) |
| 6 juni Vriendschappelijk № 236 «onderlinge duels» 18:00 uur (UTC+2) | Martin Braithwaite 18' Andreas Cornelius 73' |       |                | Brøndbystadion, Brøndby Toeschouwers: 7.459 Scheidsrechter: Petri Viljanen (FIN) |

|                                                                                |                       |       |                | |
| 1 september WK-kwalificatie Groep D № 237 «onderlinge duels» 20:45 uur (UTC+2) | Frankrijk             | 1 – 1 | Bosnië en Her. | Stade de la Meinau, Straatsburg Toeschouwers: 21.750 Scheidsrechter: Sandro Schärer (SUI) Video-assistent: Fedayi San (SUI) |
| 1 september WK-kwalificatie Groep D № 237 «onderlinge duels» 20:45 uur (UTC+2) | Antoine Griezmann 40' |       | 36' Edin Džeko | Stade de la Meinau, Straatsburg Toeschouwers: 21.750 Scheidsrechter: Sandro Schärer (SUI) Video-assistent: Fedayi San (SUI) |

|                                                                          |                       |       |         |                                                                              |
| 4 september Vriendschappelijk № 238 «onderlinge duels» 20:45 uur (UTC+2) | Bosnië en Herzegovina | 1 – 0 | Koeweit | Bilino Polje, Zenica Toeschouwers: 400 Scheidsrechter: Miloš Milanović (SRB) |
| 4 september Vriendschappelijk № 238 «onderlinge duels» 20:45 uur (UTC+2) | Smail Prevljak 66'    |       |         | Bilino Polje, Zenica Toeschouwers: 400 Scheidsrechter: Miloš Milanović (SRB) |

|                                                                                |                                           |       |                                                | |
| 7 september WK-kwalificatie Groep D № 239 «onderlinge duels» 20:45 uur (UTC+2) | Bosnië en Herzegovina                     | 2 – 2 | Kazachstan                                     | Bilino Polje, Zenica Toeschouwers: 3.980 Scheidsrechter: Yigal Frid (ISR) Video-assistent: Roi Reinshreiber (ISR) |
| 7 september WK-kwalificatie Groep D № 239 «onderlinge duels» 20:45 uur (UTC+2) | Miralem Pjanić 74' (pen.) Luka Menalo 85' |       | 52' Islambek Koeat 90+5' Baktijar Zainoetdinov | Bilino Polje, Zenica Toeschouwers: 3.980 Scheidsrechter: Yigal Frid (ISR) Video-assistent: Roi Reinshreiber (ISR) |

|                                                                              |            |                                       |                       | |
| 9 oktober WK-kwalificatie Groep D № 240 «onderlinge duels» 19:00 uur (UTC+6) | Kazachstan | 0 – 2                                 | Bosnië en Herzegovina | Astana Arena, Nur-Sultan Toeschouwers: 12.897 Scheidsrechter: Davide Massa (ITA) Video-assistent: Fabio Maresca (ITA) |
| 9 oktober WK-kwalificatie Groep D № 240 «onderlinge duels» 19:00 uur (UTC+6) |            | 25' Smail Prevljak 66' Smail Prevljak |                       | Astana Arena, Nur-Sultan Toeschouwers: 12.897 Scheidsrechter: Davide Massa (ITA) Video-assistent: Fabio Maresca (ITA) |

|                                                                               |                       |       |                      | |
| 12 oktober WK-kwalificatie Groep D № 241 «onderlinge duels» 21:45 uur (UTC+3) | Oekraïne              | 1 – 1 | Bosnië en Her.       | Arena Lviv, Lviv Toeschouwers: 23.810 Scheidsrechter: Felix Zwayer (GER) Video-assistent: Bastian Dankert (GER) |
| 12 oktober WK-kwalificatie Groep D № 241 «onderlinge duels» 21:45 uur (UTC+3) | Andrij Jarmolenko 18' |       | 77' Anel Ahmedhodžić | Arena Lviv, Lviv Toeschouwers: 23.810 Scheidsrechter: Felix Zwayer (GER) Video-assistent: Bastian Dankert (GER) |

|                                                                                |                       |       |                                                         | |
| 13 november WK-kwalificatie Groep D № 242 «onderlinge duels» 15:00 uur (UTC+1) | Bosnië en Herzegovina | 1 – 3 | Finland                                                 | Bilino Polje, Zenica Toeschouwers: 10.000 Scheidsrechter: Michael Oliver (ENG) Video-assistent: Chris Kavanagh (ENG) |
| 13 november WK-kwalificatie Groep D № 242 «onderlinge duels» 15:00 uur (UTC+1) | Luka Menalo 69'       |       | 29' Marcus Forss 51' Robin Lod 73' Daniel O'Shaughnessy | Bilino Polje, Zenica Toeschouwers: 10.000 Scheidsrechter: Michael Oliver (ENG) Video-assistent: Chris Kavanagh (ENG) |

|                                                                                |                       |                                           |          | |
| 16 november WK-kwalificatie Groep D № 243 «onderlinge duels» 20:45 uur (UTC+1) | Bosnië en Herzegovina | 0 – 2                                     | Oekraïne | Bilino Polje, Zenica Toeschouwers: 3.370 Scheidsrechter: Antonio Mateu Lahoz (ESP) Video-assistent: Ricardo de Burgos Bengoetxea (ESP) |
| 16 november WK-kwalificatie Groep D № 243 «onderlinge duels» 20:45 uur (UTC+1) |                       | 59' Oleksandr Zintsjenko 79' Artem Dovbyk |          | Bilino Polje, Zenica Toeschouwers: 3.370 Scheidsrechter: Antonio Mateu Lahoz (ESP) Video-assistent: Ricardo de Burgos Bengoetxea (ESP) |

|                                                                          |                  |       |                |                                                                                              |
| 18 december Vriendschappelijk № 244 «onderlinge duels» 17:15 uur (UTC−8) | Verenigde Staten | 1 – 0 | Bosnië en Her. | Dignity Health Sports Park, Carson Toeschouwers: 11.044 Scheidsrechter: Keylor Herrera (CRC) |
| 18 december Vriendschappelijk № 244 «onderlinge duels» 17:15 uur (UTC−8) | Cole Bassett 89' |       |                | Dignity Health Sports Park, Carson Toeschouwers: 11.044 Scheidsrechter: Keylor Herrera (CRC) |

### 2022
|                                                                       |                 |                       |         |                                                                                   |
| 25 maart Vriendschappelijk № 245 «onderlinge duels» 20:45 uur (UTC+1) | Bosnië en Herz. | 0 – 1                 | Georgië | Bilino Polje, Zenica Toeschouwers: 1.500 Scheidsrechter: Aleksandar Stavrev (MKD) |
| 25 maart Vriendschappelijk № 245 «onderlinge duels» 20:45 uur (UTC+1) |                 | 49' Boedoe Zivzivadze |         | Bilino Polje, Zenica Toeschouwers: 1.500 Scheidsrechter: Aleksandar Stavrev (MKD) |

|                                                                       |                 |       |           |                                                                            |
| 29 maart Vriendschappelijk № 246 «onderlinge duels» 20:45 uur (UTC+2) | Bosnië en Herz. | 1 – 0 | Luxemburg | Bilino Polje, Zenica Toeschouwers: 4.500 Scheidsrechter: David Šmajc (SVN) |
| 29 maart Vriendschappelijk № 246 «onderlinge duels» 20:45 uur (UTC+2) | Edin Džeko 86'  |       |           | Bilino Polje, Zenica Toeschouwers: 4.500 Scheidsrechter: David Šmajc (SVN) |

|                                                                                |                          |       |                      | |
| 4 juni UEFA Nations League Groep B3 № 247 «onderlinge duels» 19:00 uur (UTC+3) | Finland                  | 1 – 1 | Bosnië en Her.       | Olympisch Stadion, Helsinki Toeschouwers: 20.181 Scheidsrechter: Nick Walsh (SCO) Video-assistent: Jarred Gillett (AUS) |
| 4 juni UEFA Nations League Groep B3 № 247 «onderlinge duels» 19:00 uur (UTC+3) | Teemu Pukki 45+1' (pen.) |       | 90+3' Smail Prevljak | Olympisch Stadion, Helsinki Toeschouwers: 20.181 Scheidsrechter: Nick Walsh (SCO) Video-assistent: Jarred Gillett (AUS) |

|                                                                                |                       |       |          | |
| 7 juni UEFA Nations League Groep B3 № 248 «onderlinge duels» 20:45 uur (UTC+2) | Bosnië en Herzegovina | 1 – 0 | Roemenië | Bilino Polje, Zenica Toeschouwers: 4.500 Scheidsrechter: Sascha Stegemann (GER) Video-assistent: Benjamin Brand (GER) |
| 7 juni UEFA Nations League Groep B3 № 248 «onderlinge duels» 20:45 uur (UTC+2) | Smail Prevljak 68'    |       |          | Bilino Polje, Zenica Toeschouwers: 4.500 Scheidsrechter: Sascha Stegemann (GER) Video-assistent: Benjamin Brand (GER) |

|                                                                                 |                  |       |                 | |
| 11 juni UEFA Nations League Groep B3 № 249 «onderlinge duels» 20:45 uur (UTC+2) | Montenegro       | 1 – 1 | Bosnië en Her.  | Pod Goricomstadion, Podgorica Toeschouwers: 6.555 Scheidsrechter: Daniele Orsato (ITA) Video-assistent: Marco Guida (ITA) |
| 11 juni UEFA Nations League Groep B3 № 249 «onderlinge duels» 20:45 uur (UTC+2) | Adam Marušić 77' |       | 62' Luka Menalo | Pod Goricomstadion, Podgorica Toeschouwers: 6.555 Scheidsrechter: Daniele Orsato (ITA) Video-assistent: Marco Guida (ITA) |

|                                                                                 |                                                        |       |                                      | |
| 14 juni UEFA Nations League Groep B3 № 250 «onderlinge duels» 20:45 uur (UTC+2) | Bosnië en Herzegovina                                  | 3 – 2 | Finland                              | Bilino Polje, Zenica Toeschouwers: 8.150 Scheidsrechter: Georgi Kabakov (BUL) Video-assistent: Ivajlo Stojanov (BUL) |
| 14 juni UEFA Nations League Groep B3 № 250 «onderlinge duels» 20:45 uur (UTC+2) | Miralem Pjanić 5' (pen.) Edin Džeko 29' Edin Džeko 58' |       | 10' Teemu Pukki 18' Benjamin Källman | Bilino Polje, Zenica Toeschouwers: 8.150 Scheidsrechter: Georgi Kabakov (BUL) Video-assistent: Ivajlo Stojanov (BUL) |

|                                                                                      |                         |       |            | |
| 23 september UEFA Nations League Groep B3 № 251 «onderlinge duels» 20:45 uur (UTC+2) | Bosnië en Herz.         | 1 – 0 | Montenegro | Bilino Polje, Zenica Toeschouwers: 12.050 Scheidsrechter: Szymon Marciniak (POL) Video-assistent: Tomasz Kwiatkowski (POL) |
| 23 september UEFA Nations League Groep B3 № 251 «onderlinge duels» 20:45 uur (UTC+2) | Ermedin Demirović 45+1' |       |            | Bilino Polje, Zenica Toeschouwers: 12.050 Scheidsrechter: Szymon Marciniak (POL) Video-assistent: Tomasz Kwiatkowski (POL) |

|                                                                                      |                                                                     |       |                | |
| 26 september UEFA Nations League Groep B3 № 252 «onderlinge duels» 21:45 uur (UTC+3) | Roemenië                                                            | 4 – 1 | Bosnië en Her. | Rapid-Giuleștistadion, Boekarest Toeschouwers: 12.693 Scheidsrechter: Halil Umut Meler (TUR) Video-assistent: Mete Kalkavan (TUR) |
| 26 september UEFA Nations League Groep B3 № 252 «onderlinge duels» 21:45 uur (UTC+3) | Dennis Man 38' George Pușcaș 73' Andrei Rațiu 79' George Pușcaș 86' |       | 77' Edin Džeko | Rapid-Giuleștistadion, Boekarest Toeschouwers: 12.693 Scheidsrechter: Halil Umut Meler (TUR) Video-assistent: Mete Kalkavan (TUR) |

### 2023
|                                                                             |                                                |       |         | |
| 23 maart EK-kwalificatie Groep J № 253 «onderlinge duels» 20:45 uur (UTC+1) | Bosnië en Herz.                                | 3 – 0 | IJsland | Bilino Polje, Zenica Toeschouwers: 9.234 Scheidsrechter: Donatas Rumšas (LTU) Video-assistent: Paolo Valeri (ITA) |
| 23 maart EK-kwalificatie Groep J № 253 «onderlinge duels» 20:45 uur (UTC+1) | Rade Krunić 14' Rade Krunić 40' Amar Dedić 63' |       |         | Bilino Polje, Zenica Toeschouwers: 9.234 Scheidsrechter: Donatas Rumšas (LTU) Video-assistent: Paolo Valeri (ITA) |

|                                                                             |                                   |       |                | |
| 26 maart EK-kwalificatie Groep J № 254 «onderlinge duels» 20:45 uur (UTC+2) | Slowakije                         | 2 – 0 | Bosnië en Her. | Národný futbalový štadión, Bratislava Toeschouwers: 6.052 Scheidsrechter: Marco Di Bello (ITA) Video-assistent: Marco Guida (ITA) |
| 26 maart EK-kwalificatie Groep J № 254 «onderlinge duels» 20:45 uur (UTC+2) | Róbert Mak 13' Lukáš Haraslín 40' |       |                | Národný futbalový štadión, Bratislava Toeschouwers: 6.052 Scheidsrechter: Marco Di Bello (ITA) Video-assistent: Marco Guida (ITA) |

|                                                                            |                                                              |       |                | |
| 17 juni EK-kwalificatie Groep J № 255 «onderlinge duels» 19:45 uur (UTC+1) | Portugal                                                     | 3 – 0 | Bosnië en Her. | Estádio da Luz, Lissabon Toeschouwers: 55.058 Scheidsrechter: Davide Massa (ITA) Video-assistent: Massimiliano Irrati (ITA) |
| 17 juni EK-kwalificatie Groep J № 255 «onderlinge duels» 19:45 uur (UTC+1) | Bernardo Silva 44' Bruno Fernandes 77' Bruno Fernandes 90+3' |       |                | Estádio da Luz, Lissabon Toeschouwers: 55.058 Scheidsrechter: Davide Massa (ITA) Video-assistent: Massimiliano Irrati (ITA) |

|                                                                            |                 |                                            |           | |
| 20 juni EK-kwalificatie Groep J № 256 «onderlinge duels» 20:45 uur (UTC+2) | Bosnië en Herz. | 0 – 2                                      | Luxemburg | Bilino Polje, Zenica Toeschouwers: 8.600 Scheidsrechter: Gal Leibovitz (ISR) Video-assistent: Ziv Adler (ISR) |
| 20 juni EK-kwalificatie Groep J № 256 «onderlinge duels» 20:45 uur (UTC+2) |                 | 4' Yvandro Borges Sanches 74' Danel Sinani |           | Bilino Polje, Zenica Toeschouwers: 8.600 Scheidsrechter: Gal Leibovitz (ISR) Video-assistent: Ziv Adler (ISR) |

|                                                                                |                                          |       |                      | |
| 8 september EK-kwalificatie Groep J № 257 «onderlinge duels» 20:45 uur (UTC+2) | Bosnië en Herzegovina                    | 2 – 1 | Liechtenstein        | Bilino Polje, Zenica Toeschouwers: 6.189 Scheidsrechter: Sajat Karabajev (KAZ) Video-assistent: Luís Godinho (POR) |
| 8 september EK-kwalificatie Groep J № 257 «onderlinge duels» 20:45 uur (UTC+2) | Edin Džeko 3' Simon Lüchinger 18' (e.d.) |       | 21' Sandro Wolfinger | Bilino Polje, Zenica Toeschouwers: 6.189 Scheidsrechter: Sajat Karabajev (KAZ) Video-assistent: Luís Godinho (POR) |

|                                                                               |                          |       |                | |
| 11 september EK-kwalificatie Groep J № 258 «onderlinge duels» 18:45 uur (UTC) | IJsland                  | 1 – 0 | Bosnië en Her. | Laugardalsvöllur, Reykjavik Toeschouwers: 5.229 Scheidsrechter: Erik Lambrechts (BEL) Video-assistent: Bram Van Driessche (BEL) |
| 11 september EK-kwalificatie Groep J № 258 «onderlinge duels» 18:45 uur (UTC) | Alfreð Finnbogason 90+1' |       |                | Laugardalsvöllur, Reykjavik Toeschouwers: 5.229 Scheidsrechter: Erik Lambrechts (BEL) Video-assistent: Bram Van Driessche (BEL) |

|                                                                               |               |                                             |                | |
| 13 oktober EK-kwalificatie Groep J № 259 «onderlinge duels» 20:45 uur (UTC+2) | Liechtenstein | 0 – 2                                       | Bosnië en Her. | Rheinparkstadion, Vaduz Toeschouwers: 5.874 Scheidsrechter: Damian Sylwestrzak (POL) Video-assistent: Piotr Lasyk (POL) |
| 13 oktober EK-kwalificatie Groep J № 259 «onderlinge duels» 20:45 uur (UTC+2) |               | 13' Amar Rahmanović 41' Miroslav Stevanović |                | Rheinparkstadion, Vaduz Toeschouwers: 5.874 Scheidsrechter: Damian Sylwestrzak (POL) Video-assistent: Piotr Lasyk (POL) |

|                                                                               |                       | |          | |
| 16 oktober EK-kwalificatie Groep J № 260 «onderlinge duels» 20:45 uur (UTC+2) | Bosnië en Herzegovina | 0 – 5                                                                                                 | Portugal | Bilino Polje, Zenica Toeschouwers: 13.047 Scheidsrechter: Halil Umut Meler (TUR) Video-assistent: Benoît Millot (FRA) |
| 16 oktober EK-kwalificatie Groep J № 260 «onderlinge duels» 20:45 uur (UTC+2) |                       | 5' (pen.) Cristiano Ronaldo 20' Cristiano Ronaldo 25' Bruno Fernandes 32' João Cancelo 41' João Félix |          | Bilino Polje, Zenica Toeschouwers: 13.047 Scheidsrechter: Halil Umut Meler (TUR) Video-assistent: Benoît Millot (FRA) |

|                                                                                |                                                                                               |       |                       | |
| 16 november EK-kwalificatie Groep J № 261 «onderlinge duels» 20:45 uur (UTC+1) | Luxemburg                                                                                     | 4 – 1 | Bosnië en Her.        | Stade de Luxembourg, Luxemburg Toeschouwers: 8.520 Scheidsrechter: Andris Treimanis (LVA) Video-assistent: Dennis Higler (NED) |
| 16 november EK-kwalificatie Groep J № 261 «onderlinge duels» 20:45 uur (UTC+1) | Mathias Olesen 6' Gerson Rodrigues 30' (pen.) Nihad Mujakić 55' (e.d.) Gerson Rodrigues 90+5' |       | 90+3' Renato Gojković | Stade de Luxembourg, Luxemburg Toeschouwers: 8.520 Scheidsrechter: Andris Treimanis (LVA) Video-assistent: Dennis Higler (NED) |

|                                                                                |                             |       |                                      | |
| 19 november EK-kwalificatie Groep J № 262 «onderlinge duels» 20:45 uur (UTC+1) | Bosnië en Herz.             | 1 – 2 | Slowakije                            | Bilino Polje, Zenica Toeschouwers: 3.800 Scheidsrechter: Julian Weinberger (AUT) Video-assistent: Alan Kijas (AUT) |
| 19 november EK-kwalificatie Groep J № 262 «onderlinge duels» 20:45 uur (UTC+1) | Patrik Hrošovský 49' (e.d.) |       | 52' Róbert Boženík 71' Ľubomír Šatka | Bilino Polje, Zenica Toeschouwers: 3.800 Scheidsrechter: Julian Weinberger (AUT) Video-assistent: Alan Kijas (AUT) |

### 2024
|                                                                              |                              |       |                                        | |
| 21 maart EK-kwalificatie Play-off № 263 «onderlinge duels» 20:45 uur (UTC+1) | Bosnië en Herzegovina        | 1 – 2 | Oekraïne                               | Bilino Polje, Zenica Toeschouwers: 10.992 Scheidsrechter: Felix Zwayer (GER) Video-assistent: Bastian Dankert (GER) |
| 21 maart EK-kwalificatie Play-off № 263 «onderlinge duels» 20:45 uur (UTC+1) | Mykola Matvijenko 56' (e.d.) |       | 85' Roman Jaremtsjoek 88' Artem Dovbyk | Bilino Polje, Zenica Toeschouwers: 10.992 Scheidsrechter: Felix Zwayer (GER) Video-assistent: Bastian Dankert (GER) |

|                                                                 |                       |             |        |                            |
| 26 maart Vriendschappelijk «onderlinge duels» 20:45 uur (UTC+1) | Bosnië en Herzegovina | Geannuleerd | Israël | Stadion Grbavica, Sarajevo |
| 26 maart Vriendschappelijk «onderlinge duels» 20:45 uur (UTC+1) |                       |             |        | Stadion Grbavica, Sarajevo |

|                                                                     |                                                                  |       |                | |
| 3 juni Vriendschappelijk № 264 «onderlinge duels» 19:45 uur (UTC+1) | Engeland                                                         | 3 – 0 | Bosnië en Her. | St. James' Park, Newcastle upon Tyne Toeschouwers: 50.061 Scheidsrechter: Rohit Saggi (NOR) Video-assistent: Sandi Putros (DEN) |
| 3 juni Vriendschappelijk № 264 «onderlinge duels» 19:45 uur (UTC+1) | Cole Palmer 60' (pen.) Trent Alexander-Arnold 85' Harry Kane 89' |       |                | St. James' Park, Newcastle upon Tyne Toeschouwers: 50.061 Scheidsrechter: Rohit Saggi (NOR) Video-assistent: Sandi Putros (DEN) |

|                                                                     |                     |       |                |                                                                                                   |
| 9 juni Vriendschappelijk № 265 «onderlinge duels» 20:45 uur (UTC+2) | Italië              | 1 – 0 | Bosnië en Her. | Stadio Carlo Castellani, Empoli Toeschouwers: 15.000 Scheidsrechter: Chrysovalantis Theouli (CYP) |
| 9 juni Vriendschappelijk № 265 «onderlinge duels» 20:45 uur (UTC+2) | Davide Frattesi 38' |       |                | Stadio Carlo Castellani, Empoli Toeschouwers: 15.000 Scheidsrechter: Chrysovalantis Theouli (CYP) |

|                                                                                     |                                                                                               |       |                                      | |
| 7 september UEFA Nations League Groep A3 № 266 «onderlinge duels» 20:45 uur (UTC+2) | Nederland                                                                                     | 5 – 2 | Bosnië en Her.                       | Philips Stadion, Eindhoven Toeschouwers: 31.139 Scheidsrechter: Donatas Rumšas (LTU) Video-assistent: Stuart Attwell (ENG) |
| 7 september UEFA Nations League Groep A3 № 266 «onderlinge duels» 20:45 uur (UTC+2) | Joshua Zirkzee 13' Tijjani Reijnders 45+2' Cody Gakpo 56' Wout Weghorst 88' Xavi Simons 90+2' |       | 27' Ermedin Demirović 73' Edin Džeko | Philips Stadion, Eindhoven Toeschouwers: 31.139 Scheidsrechter: Donatas Rumšas (LTU) Video-assistent: Stuart Attwell (ENG) |

|                                                                                      |           |       |                | |
| 10 september UEFA Nations League Groep A3 № 267 «onderlinge duels» 20:45 uur (UTC+2) | Hongarije | 0 – 0 | Bosnië en Her. | Puskás Aréna, Boedapest Toeschouwers: 46.443 Scheidsrechter: Marco Guida (ITA) Video-assistent: Daniele Chiffi (ITA) |
| 10 september UEFA Nations League Groep A3 № 267 «onderlinge duels» 20:45 uur (UTC+2) |           |       |                | Puskás Aréna, Boedapest Toeschouwers: 46.443 Scheidsrechter: Marco Guida (ITA) Video-assistent: Daniele Chiffi (ITA) |

|                                                                                    |                       |       |                                 | |
| 11 oktober UEFA Nations League Groep A3 № 268 «onderlinge duels» 20:45 uur (UTC+2) | Bosnië en Herzegovina | 1 – 2 | Duitsland                       | Bilino Polje, Zenica Toeschouwers: 11.000 Scheidsrechter: François Letexier (FRA) Video-assistent: Willy Delajod (FRA) |
| 11 oktober UEFA Nations League Groep A3 № 268 «onderlinge duels» 20:45 uur (UTC+2) | Edin Džeko 70'        |       | 30' Deniz Undav 36' Deniz Undav | Bilino Polje, Zenica Toeschouwers: 11.000 Scheidsrechter: François Letexier (FRA) Video-assistent: Willy Delajod (FRA) |

|                                                                                    |                       |                                                      |           | |
| 14 oktober UEFA Nations League Groep A3 № 269 «onderlinge duels» 20:45 uur (UTC+2) | Bosnië en Herzegovina | 0 – 2                                                | Hongarije | Bilino Polje, Zenica Toeschouwers: 8.329 Scheidsrechter: Anthony Taylor (ENG) Video-assistent: David Coote (ENG) |
| 14 oktober UEFA Nations League Groep A3 № 269 «onderlinge duels» 20:45 uur (UTC+2) |                       | 38' Dominik Szoboszlai 50' (pen.) Dominik Szoboszlai |           | Bilino Polje, Zenica Toeschouwers: 8.329 Scheidsrechter: Anthony Taylor (ENG) Video-assistent: David Coote (ENG) |

|                                                                                     | |       |                | |
| 16 november UEFA Nations League Groep A3 № 270 «onderlinge duels» 20:45 uur (UTC+1) | Duitsland | 7 – 0 | Bosnië en Her. | Europa-Park Stadion, Freiburg im Breisgau Toeschouwers: 28.143 Scheidsrechter: Vassilis Fotias (GRE) Video-assistent: Angelos Evangelou (GRE) |
| 16 november UEFA Nations League Groep A3 № 270 «onderlinge duels» 20:45 uur (UTC+1) | Jamal Musiala 2' Tim Kleindienst 23' Kai Havertz 37' Florian Wirtz 50' Florian Wirtz 57' Leroy Sané 66' Tim Kleindienst 79' |       |                | Europa-Park Stadion, Freiburg im Breisgau Toeschouwers: 28.143 Scheidsrechter: Vassilis Fotias (GRE) Video-assistent: Angelos Evangelou (GRE) |

|                                                                                     |                       |       |                   | |
| 19 november UEFA Nations League Groep A3 № 271 «onderlinge duels» 20:45 uur (UTC+1) | Bosnië en Herzegovina | 1 – 1 | Nederland         | Bilino Polje, Zenica Toeschouwers: 4.134 Scheidsrechter: Aliyar Ağayev (AZE) Video-assistent: Tomasz Kwiatkowski (POL) |
| 19 november UEFA Nations League Groep A3 № 271 «onderlinge duels» 20:45 uur (UTC+1) | Ermedin Demirović 67' |       | 24' Brian Brobbey | Bilino Polje, Zenica Toeschouwers: 4.134 Scheidsrechter: Aliyar Ağayev (AZE) Video-assistent: Tomasz Kwiatkowski (POL) |

### 2025
|                                                                             |          |                   |                       | |
| 21 maart WK-kwalificatie Groep H № 272 «onderlinge duels» 21:45 uur (UTC+2) | Roemenië | 0 – 1             | Bosnië en Herzegovina | Arena Națională, Boekarest Toeschouwers: 49.413 Scheidsrechter: Danny Makkelie (NED) Video-assistent: Rob Dieperink (NED) |
| 21 maart WK-kwalificatie Groep H № 272 «onderlinge duels» 21:45 uur (UTC+2) |          | 14' Armin Gigović |                       | Arena Națională, Boekarest Toeschouwers: 49.413 Scheidsrechter: Danny Makkelie (NED) Video-assistent: Rob Dieperink (NED) |

|                                                                             |                                              |       |                      | |
| 24 maart WK-kwalificatie Groep H № 273 «onderlinge duels» 20:45 uur (UTC+1) | Bosnië en Herzegovina                        | 2 – 1 | Cyprus               | Bilino Polje, Zenica Toeschouwers: 7.464 Scheidsrechter: Rohit Saggi (NOR) Video-assistent: Tom Harald Hagen (NOR) |
| 24 maart WK-kwalificatie Groep H № 273 «onderlinge duels» 20:45 uur (UTC+1) | Ermedin Demirović 22' Haris Hajradinović 56' |       | 45+2' Ioannis Pittas | Bilino Polje, Zenica Toeschouwers: 7.464 Scheidsrechter: Rohit Saggi (NOR) Video-assistent: Tom Harald Hagen (NOR) |

|                                                                           |                       |       |            | |
| 7 juni WK-kwalificatie Groep H № 274 «onderlinge duels» 15:00 uur (UTC+2) | Bosnië en Herzegovina | 1 – 0 | San Marino | Bilino Polje, Zenica Toeschouwers: 11.828 Scheidsrechter: Luís Godinho (POR) Video-assistent: André Narciso (POR) |
| 7 juni WK-kwalificatie Groep H № 274 «onderlinge duels» 15:00 uur (UTC+2) | Edin Džeko 66'        |       |            | Bilino Polje, Zenica Toeschouwers: 11.828 Scheidsrechter: Luís Godinho (POR) Video-assistent: André Narciso (POR) |

|                                                                      |                                                 |       |                         |                                                                                     |
| 10 juni Vriendschappelijk № 275 «onderlinge duels» 18:00 uur (UTC+2) | Slovenië                                        | 2 – 1 | Bosnië en Herzegovina   | Stadion Z'dežele, Celje Toeschouwers: 12.073 Scheidsrechter: Nikola Dabanović (MNE) |
| 10 juni Vriendschappelijk № 275 «onderlinge duels» 18:00 uur (UTC+2) | Benjamin Verbič 63' Andres Vombergar 89' (pen.) |       | 90+4' Tarik Muharemović | Stadion Z'dežele, Celje Toeschouwers: 12.073 Scheidsrechter: Nikola Dabanović (MNE) |

|                                                                                |            |   |                       |                                                                         |
| 6 september WK-kwalificatie Groep H № 276 «onderlinge duels» 20:45 uur (UTC+2) | San Marino | – | Bosnië en Herzegovina | Stadio Olimpico, Serravalle Toeschouwers: n.n.b. Scheidsrechter: n.n.b. |
| 6 september WK-kwalificatie Groep H № 276 «onderlinge duels» 20:45 uur (UTC+2) |            |   |                       | Stadio Olimpico, Serravalle Toeschouwers: n.n.b. Scheidsrechter: n.n.b. |

|                                                                                |                       |   |            |                                                                  |
| 9 september WK-kwalificatie Groep H № 277 «onderlinge duels» 20:45 uur (UTC+2) | Bosnië en Herzegovina | – | Oostenrijk | Bilino Polje, Zenica Toeschouwers: n.n.b. Scheidsrechter: n.n.b. |
| 9 september WK-kwalificatie Groep H № 277 «onderlinge duels» 20:45 uur (UTC+2) |                       |   |            | Bilino Polje, Zenica Toeschouwers: n.n.b. Scheidsrechter: n.n.b. |

|                                                                              |        |   |                       |                                                                                       |
| 9 oktober WK-kwalificatie Groep H № 278 «onderlinge duels» 21:45 uur (UTC+3) | Cyprus | – | Bosnië en Herzegovina | AEK Arena - Georgios Karapatakis, Larnaca Toeschouwers: n.n.b. Scheidsrechter: n.n.b. |
| 9 oktober WK-kwalificatie Groep H № 278 «onderlinge duels» 21:45 uur (UTC+3) |        |   |                       | AEK Arena - Georgios Karapatakis, Larnaca Toeschouwers: n.n.b. Scheidsrechter: n.n.b. |

|                                                                      |       |   |                       |                                                                       |
| 12 oktober Vriendschappelijk № 279 «onderlinge duels» n.n.b. (UTC+2) | Malta | – | Bosnië en Herzegovina | Ta' Qalistadion, Ta' Qali Toeschouwers: n.n.b. Scheidsrechter: n.n.b. |
| 12 oktober Vriendschappelijk № 279 «onderlinge duels» n.n.b. (UTC+2) |       |   |                       | Ta' Qalistadion, Ta' Qali Toeschouwers: n.n.b. Scheidsrechter: n.n.b. |

|                                                                                |                       |   |          |                                                                  |
| 15 november WK-kwalificatie Groep H № 280 «onderlinge duels» 20:45 uur (UTC+1) | Bosnië en Herzegovina | – | Roemenië | Bilino Polje, Zenica Toeschouwers: n.n.b. Scheidsrechter: n.n.b. |
| 15 november WK-kwalificatie Groep H № 280 «onderlinge duels» 20:45 uur (UTC+1) |                       |   |          | Bilino Polje, Zenica Toeschouwers: n.n.b. Scheidsrechter: n.n.b. |

|                                                                                |            |   |                       |                                                                        |
| 18 november WK-kwalificatie Groep H № 281 «onderlinge duels» 20:45 uur (UTC+1) | Oostenrijk | – | Bosnië en Herzegovina | Ernst Happelstadion, Wenen Toeschouwers: n.n.b. Scheidsrechter: n.n.b. |
| 18 november WK-kwalificatie Groep H № 281 «onderlinge duels» 20:45 uur (UTC+1) |            |   |                       | Ernst Happelstadion, Wenen Toeschouwers: n.n.b. Scheidsrechter: n.n.b. |

N/FS BiH · A-internationals · Bondscoaches · Statistieken · Bosnisch vrouwenelftal · Bosnië U23 · Bosnië U21 · Bosnië U19 · Bosnië U18 · Bosnië U17 · Bosnië U16
1995 – 1999 ·
2000 – 2009 ·
2010 – 2019 ·
2020 − 2029
WK 2014
1995 · 
1996 · 
1997 · 
1998 · 
1999 · 
2000 · 
2001 · 
2002 · 
2003 · 
2004 · 
2005 · 
2006 · 
2007 · 
2008 · 
2009 · 
2010 · 
2011 · 
2012 · 
2013 · 
2014 · 
2015 · 
2016 · 
2017 · 
2018 ·
2019 ·
2020 ·
2021 ·
2022 ·
2023 ·
2024
Albanië ·
Algerije ·
Andorra ·
Argentinië ·
Armenië ·
Azerbeidzjan ·
Bahrein ·
Bangladesh ·
België ·
Brazilië · 
Bulgarije ·
Chili ·
China ·
Costa Rica ·
Cyprus ·
Denemarken ·
Duitsland ·
Egypte ·
Engeland ·
Estland ·
Faeröer ·
Finland ·
Frankrijk ·
Georgië ·
Ghana ·
Gibraltar ·
Griekenland ·
Hongarije ·
Ierland · 
IJsland ·
Indonesië ·
Iran ·
Israël ·
Italië ·
Ivoorkust ·
Japan ·
Joegoslavië · 
Jordanië ·
Kazachstan ·
Koeweit ·
Kroatië ·
Letland ·
Liechtenstein ·
Litouwen ·
Luxemburg ·
Maleisië ·
Malta ·
Mexico ·
Moldavië ·
Montenegro ·
Nederland ·
Nigeria ·
Noord-Ierland ·
Noord-Macedonië ·
Noorwegen ·
Oekraïne ·
Oezbekistan ·
Oman ·
Oostenrijk ·
Paraguay ·
Polen ·
Portugal ·
Qatar ·
Roemenië ·
San Marino ·
Schotland ·
Senegal ·
Servië en Montenegro ·
Slovenië ·
Slowakije ·
Spanje ·
Tsjechië ·
Tunesië · 
Turkije ·
Verenigde Staten · 
Vietnam ·
Wales ·
Wit-Rusland ·
Zimbabwe ·
Zuid-Korea ·
Zweden ·
Zwitserland
Argentinië (2014) ·
Iran (2014) ·
Nigeria (2014)
CONMEBOL: Argentinië · Bolivia · Brazilië · Chili · Colombia · Ecuador · Paraguay · Peru · Uruguay · Venezuela

UEFA: Albanië · Andorra · Armenië · Azerbeidzjan · België · Bosnië en Herzegovina · Bulgarije · Cyprus · Denemarken · Duitsland · Engeland · Estland · Faeröer · Finland · Frankrijk · Georgië · Gibraltar · Griekenland · Hongarije · IJsland · Ierland · Israël · Italië · Kazachstan · Kosovo · Kroatië · Letland · Liechtenstein · Litouwen · Luxemburg · Malta · Moldavië · Montenegro · Nederland · Noord-Ierland · Noord-Macedonië · Noorwegen · Oekraïne · Oostenrijk · Polen · Portugal · Roemenië · Rusland · San Marino · Schotland · Servië · Slovenië · Slowakije · Spanje · Tsjechië · Turkije · Wales · Wit-Rusland · Zweden · Zwitserland

AFC: Australië · China · Irak · Iran · Japan · Libanon · Oezbekistan · Oman · Qatar · Saoedi-Arabië · Syrië · Verenigde Arabische Emiraten · Vietnam · Zuid-Korea

CAF: Algerije · Burkina Faso · Congo-Kinshasa · Egypte · Ghana · Ivoorkust · Kaapverdië · Kameroen · Mali · Marokko · Nigeria · Senegal · Tunesië · Zuid-Afrika

CONCACAF: Canada · Costa Rica · Curaçao · El Salvador · Honduras · Jamaica · Mexico · Panama · Suriname · Verenigde Staten

OFC: Nieuw-Zeeland